# Camille Coduri
Camille Coduri (Wandsworth, London, 1965. április 18.) angol színésznő. Magyarországon bemutatott filmjei közül legismertebb a Ne folytassa, felség! (1991), illetve a Ki vagy, doki? science-fiction televíziós sorozat, amelynek több epizódjában játszotta Jackie Tyler szerepét  2005–2006 és 2008–2010 között.

## Életpályája
Camille Coduri Dél-Londonban született, itt is nőtt fel. Általános és középiskoláit Tootingban végezte. (Holy Trinity Primary School, Upper Tooting High School). Itt lépett fel először egy iskolai színielőadáson. Iskoláit befejezve a közép-londoni King’s Cross-ban lévő Kingsway Princeton College-ban színművészetet tanult. 1981-ben Lyric Youth Theatre ifjúsági színházban lépett fel, a londoni West Enden. 1986-ban részt vett egy kiválasztó (casting) próbán, ahol megkapta élete első filmszerepét, Mike Hodges rendező Ima egy haldoklóért c. amerikai akciófilmjében Mickey Rourke, Bob Hoskins, Alan Bates és Liam Neeson mellett.
1987-ben kapta első tévészerepét a Boon c. brit televíziós drámasorozatban. 1990-ben Eric Idle és Robbie Coltrane oldalán már női főszerepet (Faith) játszhatott az Apócák a pácban c. akció-vígjátékban, Eric Idle-lal. Ezután több brit tévésorozatban és tévéfilmben kapott kisebb-nagyobb szerepeket, majd David S. Ward rendező 1991-es Ne folytassa, felség! c. amerikai vígjátékában is ő játszotta a női főszerepet (Miranda Green-t) ezúttal John Goodman, Peter O’Toole és John Hurt mellett. (Filmbéli vetélytársát, „Anna finn királyi hercegnőt” Joely Richardson alakította).
2005–2006 között kisebb szerepet kapott a kultuszfilmmé vált Ki vagy, doki? (Doctor Who) science-fiction tévésorozat újabb folytatásának több epizódjában. Jackie Tyler-t játszotta, a Billie Piper által alakított Rose Tyler édesanyját. Később, 2008-ban a Doktor-sorozat negyedik évadában ismét megjelent ugyanabban a szerepben. Jackie Tyler-t még egyszer eljátszotta 2009 decemberében, David Tennantnek, a Tizedik Doktornak utolsó megjelenésekor. Részt vett a Doctor Who témakörében megrendezett televíziós vetélkedő-sorozatban, a Leggyengébb láncszem-ben (The Weakest Link), amelynek első részét 2007. március 30-án adták le. Camille Coduri meg is nyerte a vetélkedőt, a döntőben legyőzve a Mickey Smith-et játszó Noel Clarke-ot. A 16 550 font pénzjutalmat jótékony célú szervezeteknek adományozta.
A Ki vagy, doki? szerepek után Camille Coduri két angol filmdrámában játszott (Pickles: The Dog Who Won the World Cup-ban és a Biznisz-ben). 2006-ban a BBC hatrészes tévésorozatában, a Sinchronicity-ben egy pornófilm-producert játszott.
2010-ben a BBC Porrá leszünk (Ashes to Ashes) c. televíziós krimisorozatában kapott szerepet Philip Glenister és Keeley Hawes oldalán. Ugyanebben az évben szerepelt az ITV tévétársaság Kisvárosi gyilkosságok című krimisorozatának Küzdősport (The Noble Art) c. epizódjában is.
1992-ben Camille Coduri feleségül ment Christopher Fulford angol színészhez, 2 gyermekük született.

## Filmszerepei
- 1978 : Ima egy haldoklóért (A Prayer for the Dying) (Jenny Fox)
- 1987 : Campaign tévé-minisorozat (Carol Braithwaite)
- 1988 : Sólymok (Hawks) (Maureen)
- 1988 : The River tévésorozat (Sheila kuzin)
- 1989 : Morris Minor’s Marvellous Motors tévésorozat (Sonia Head)
- 1989 : Strapless (Mrs. Clark)
- 1989 : Ruth Rendell Mysteries tévésorozat (Lesley Arbel)
- 1989 : Apócák a pácban (Nuns on the Run) (Faith)
- 1990 : Egy kis Fry és Laurie (A Bit of Fry and Laurie) tévésorozat (Laura)
- 1991 : Ne folytassa, felség! (King Ralph) (Miranda Green)
- 1987–1991 : Boon tévésorozat (Naomi ill. Shandy Tremblett)
- 1992 : Rumpole of the Bailey tévésorozat (Dot Clapton)
- 1992 : Nelson’s Column (Lorraine Wilde)
- 1994–95 : A Touch of Frost tévésorozat (Pauline Venables)
- 1996 : Ötösfogat tévésorozat (Maggie)
- 1997 : The History of Tom Jones, a Foundling tévé-minisorozat (Jenny Jones)
- 2002 : Mrs Caldicot’s Cabbage War (Jackie)
- 2002 : Trial & Retribution tévésorozat (Sharon Fearnley)
- 2004 : Family tévé-minisorozat (Sophie)
- 2004 : William and Mary tévésorozat (Carol)
- 2004 : England Expects tévéfilm (Sadie Knight)
- 2005 : The Commander: Blackdog tévéfilm (Cathy Cripps)
- 2005 : Biznisz (The Business) (Nora)
- 2007 : The Last Detective tévésorozat (Beverley Vincent)
- 2007 : Miss Marple – Az alibi (Miss Marple – Ordeal by Innocence) tévéfilm (Mrs Lindsay)
- 2008 : Candlefordi kisasszonyok (Lark Rise to Candleford) tévésorozat (Patty)
- 2008 : Honest tévésorozat (Chrissie)
- 2008 : Love Me Still (Maggie Ronson)
- 2008 : Adulthood (nő a buszon)
- 2008 : New Tricks tévésorozat (Carrie Soper)
- 2008 : A keménymag (The Firm) (Shel)
- 2009 : Jenny rövidfilm (Miss Mac)
- 2009 : Ki vagy, doki? (Doctor Who) tévésorozat (Jackie Tyler, több epizódban)
- 2009 : Porrá leszünk (Ashes to Ashes) tévésorozat (Gloria)
- 2010 : 4.3.2.1 (Mrs. Phillips
- 2010 : Kisvárosi gyilkosságok (Midsomer Murders) tv-sorozat, Küzdősport (The Noble Art) c. epizód (Grace Bishop)
- 2010 : Secrets and Words tévésorozat (Rita)
- 2012 : Shelly sorozat (Shelly)
- 2012 : Him & Hertévésorozat
- 2010–2013 : Edge of Heaven tévésorozat (Judy)
- 2019: Up Pompeii; Voluptua

## Külső hivatkozások
- Hivatalos oldal
- Camille Coduri a PORT.hu-n (magyarul)
- Camille Coduri az Internetes Szinkronadatbázisban (magyarul)
- Camille Coduri az Internet Movie Database-ben (angolul)
- Camille Coduri a Rotten Tomatoeson (angolul)
- Camille Coduri az AlloCiné weboldalán (franciául)
- Camille Coduri Profile. Famousfix.com. (Hozzáférés: 2023. január 18.)